# Nelly de Rothschild
Pour les autres membres de la famille, voir Famille Rothschild.

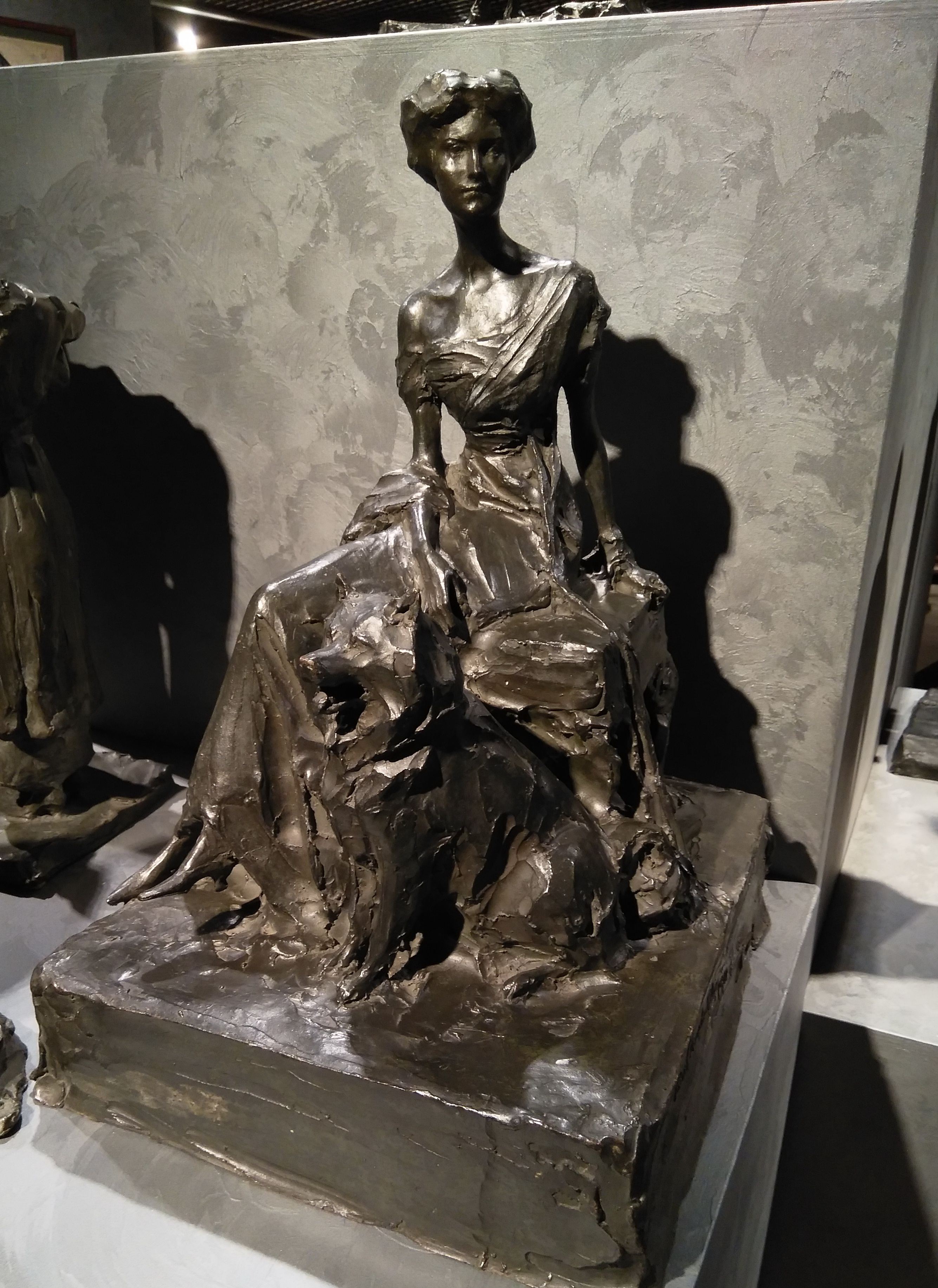

Gabrielle Nelly Beer (baronne Nelly de Rothschild), née le 28 septembre 1886 et morte le 8 janvier 1945 à New York est une collectionneuse d'art.

## Biographie
Elle est la fille de Edmond Raphaël Beer (1857-1912) et de Alice Beer, née Kohn (1861-1957). 
Gabrielle Nelly Beer est aussi la petite-fille du financier Édouard Kohn et l'arrière-petite-fille de Guillaume Beer et de Louis Raphaël Bischoffsheim.
Elle a un frère, Michel Beer, né le 16 mars 1885 et mort le 13 février 1957, et une sœur, Marie Louise Eugénie Beer, née le 9 mars 1892 dans le 16e arrondissement de Paris et morte le 17 mai 1975 à Ensbury (Ensbury Park), au Royaume-Uni, épouse de Lionel Nathan de Rothschild, né le 25 janvier 1882 à Londres et mort le 28 janvier 1942.

### Baronne
En 1910, Gabrielle Nelly Beer épouse en 1910 le baron Robert de Rothschild.
Le couple aura quatre enfants : 
- le baron Alain de Rothschild (né le 7 janvier 1910 à Paris et mort le 17 octobre 1982 à New York), président du Consistoire central israélite de France de 1967 à 1982 et du Conseil représentatif des institutions juives de France de 1976 à 1982
- le baron Élie de Rothschild (né le 29 mai 1917 et mort le 6 août 2007 à Scharnitz (Autriche). 
- Diane Cécile Alice Juliette de Rothschild (épouse Mühlstein, puis divorcée, devenue épouse Benvenuti (née le 12 décembre 1907 à Paris et morte le 17 novembre 1996 à Louveciennes)
- Cécile Léonie Eugénie Gudule Lucie de Rothschild, née le 15 mars 1913 et morte en 1995.

### New York
Durant la Seconde Guerre mondiale, Robert de Rothschild et Nelly de Rothschild se réfugient à New York en 1940.

### Mort
Nelly de Rotschild est morte à New York, le lundi 8 janvier 1945, à l'âge de 58 ans, des suites d'une longue maladie, au Roosevelt Hospital.
Les rabbins Jacob Kaplan et Simon Langer conduisent ses funérailles, à New York, le jeudi 11 janvier 1945. Plus de 500 personnes sont présentes. Elle est enterrée au Ferncliff Cemetery de Hartsdale dans l'État de New York.

## Œuvre
- Office d'hygiène sociale et de préservation antituberculeuse du département de l'Oise à Beauvais. Assemblée générale du comité de Creil, le 7 février 1926. Rapports. [Rapport moral, par Mme la Bonne Robert de Rothschild. Rapport technique par le Dr Loyer. Dispensaire de Chantilly, rapport de Mme Cavel, trésorière. Dispensaire de Mouy. Rapport de 1925 par C. Fouquet.] (1926)[15]

### Honneurs
Le Lycée professionnel Robert et Nelly de Rothschild au château de Laversine 60740 Oise Académie d'Amiens, situé dans l'ancienne propriété de Robert et Nelly de Rothschild porte leurs noms.